# Epigomphus compactus
Epigomphus compactus är en trollsländeart som beskrevs av Belle 1994. Epigomphus compactus ingår i släktet Epigomphus och familjen flodtrollsländor. IUCN kategoriserar arten globalt som otillräckligt studerad. Inga underarter finns listade i Catalogue of Life.